# 多麗絲·洛伊特哈德
多丽丝·洛伊特哈德（德語：Doris Leuthard，1963年4月10日—），瑞士政治人物，所屬政黨為瑞士基督教民主人民黨（CVP），於2006年8月1日開始擔任瑞士聯邦委員，至2010年掌管聯邦經濟事務部（Eidgenössisches Volkswirtschaftsdepartement），此后担任瑞士联邦环境、交通、能源与通讯部部长。在1999年至2006年間曾擔任瑞士國民議會（國民院）議員。2010年出任瑞士联邦总统，2017年再次担任。

## 外部連結
- Website von Doris Leuthard
- Andreas Steigmeier: Doris Leuthard在線上《瑞士歷史辭典》中的德文、法文或版詞條。 版本日期：2006-09-26。